# Chuyến tàu hoàng hôn
"Chuyến tàu hoàng hôn" là một sáng tác của nhạc sĩ Minh Kỳ và nhạc sĩ Hoài Linh viết lời, được viết tại Thị Nghè vào những năm 1962.

## Hoàn cảnh sáng tác
Theo ca sĩ Hoàng Oanh kể lại, vào năm 1962, nhạc sĩ Minh Kỳ viết bài "Chuyến tàu hoàng hôn" trong khi đến nhà của bạn chơi tại Thị Nghè. Sau khi bài nhạc được hoàn tất, ông đã đưa cho nhạc sĩ Hoài Linh viết lời.
Bài hát ban đầu được chính tác giả xuất bản vào năm 1962, sau đó nhà xuất bản Tinh Hoa Miền Nam xuất bản vào năm 1964.

## Nội dung
Bài hát bao gồm 2 lời, nhưng đa số lời 1 được rất nhiều ca sĩ trình diễn.
Chiều nao tiễn nhau đi khi bóng ngả xế tà

Hoàng hôn đến đâu đây màu tím dâng trong hồn ta.

Muốn không gian đừng tan níu đôi chân thời gian,

Ngừng trôi cho giây phút chia ly này kéo dài,

Trước khi phân kỳ ước sao cho tàu đừng đi.

Bìa bản nhạc Chuyến tàu hoàng hôn 2.

Bài hát bao gồm lời 2, nói về tâm sự của người lính Việt Nam Cộng hoà, nhưng rất ít người hát.
Chiều nay chuyến xe đi khi bóng ngả xế tà. 

Nhịp xe lướt nhanh nhanh dồn khúc vang quân hành ca. 

Nhắn em ơi đừng thương chí trai anh ngàn phương. 

Về đi sao cho thắm nương dâu đẹp mảnh vườn. 

Đến mai anh về giữ sao cho vẹn niềm thương.

## Trình diễn và ảnh hưởng
Bài hát được ca sĩ Hoàng Oanh trình bày vào những năm 1962, nhưng bài hát này bà trình diễn lời 2 lần đầu tiên. Sau này, ca khúc được rất nhiều ca sĩ hải ngoại trình diễn. Ca sĩ Thanh Tuyền khi trình diễn liveshow tại Hà Nội cũng đã hát bài này.
Gần đây, ca khúc này được cấp phép, một số ca sĩ trẻ trình bày, được ca sĩ Lệ Quyên hát trong album Khúc tình xưa 3. Trong các cuộc thi về Bolero, một số thí sinh đã chọn bài này để dự thi. Tên bài hát cũng được đặt tên cho một số CD.

## Các lần xuất hiện trong các chương trình đại nhạc hội

### Trung tâm Thúy Nga
- Hoàng Oanh - Paris By Night 119
- Mai Thiên Vân - Thúy Nga Music Box 02

### Trung tâm Asia
- Mạnh Đình - Asia 42
- Thanh Thúy & Phương Dung - Asia 52[a]
- Đan Nguyên - Asia 72

### Trung tâm Mây
- Tuấn Vũ – Hollywood Night 7